# Joseph-Michel Caillé
Joseph-Michel Caillé (Nantes, 17 de marzo de 1836 - Nantes, 13 de agosto de 1881), fue un escultor francés de estilo academicista.

## Datos biográficos
Una calle de Nantes lleva su nombre.

## Obras
La mayor parte de sus obras se conservan en el Museo de Bellas Artes de Nantes
- una de sus obras de juventud son los atlantes que enmarcan el portal del número 2 de la Place d'Estienne d'Orves. Obra de 1866. 48°52′35″N 2°19′56″E / 48.87639, 2.33222
- Caïn, mármol (1871), en el jardín de Ranelagh (fr:), París
- Élégie, estatua en piedra calcárea (1874), que realizó para los jardines de las Tullerías;[2] y que en la actualidad está instalada en un nicho en la primera planta del pabellón de Marsan (fr:)[3] del Palacio del Louvre.
- Voltaire, 14 de julio de 1885, en el Quai Malaquais (fr:), París, destruido durante la ocupación alemana de París en 1941-1942

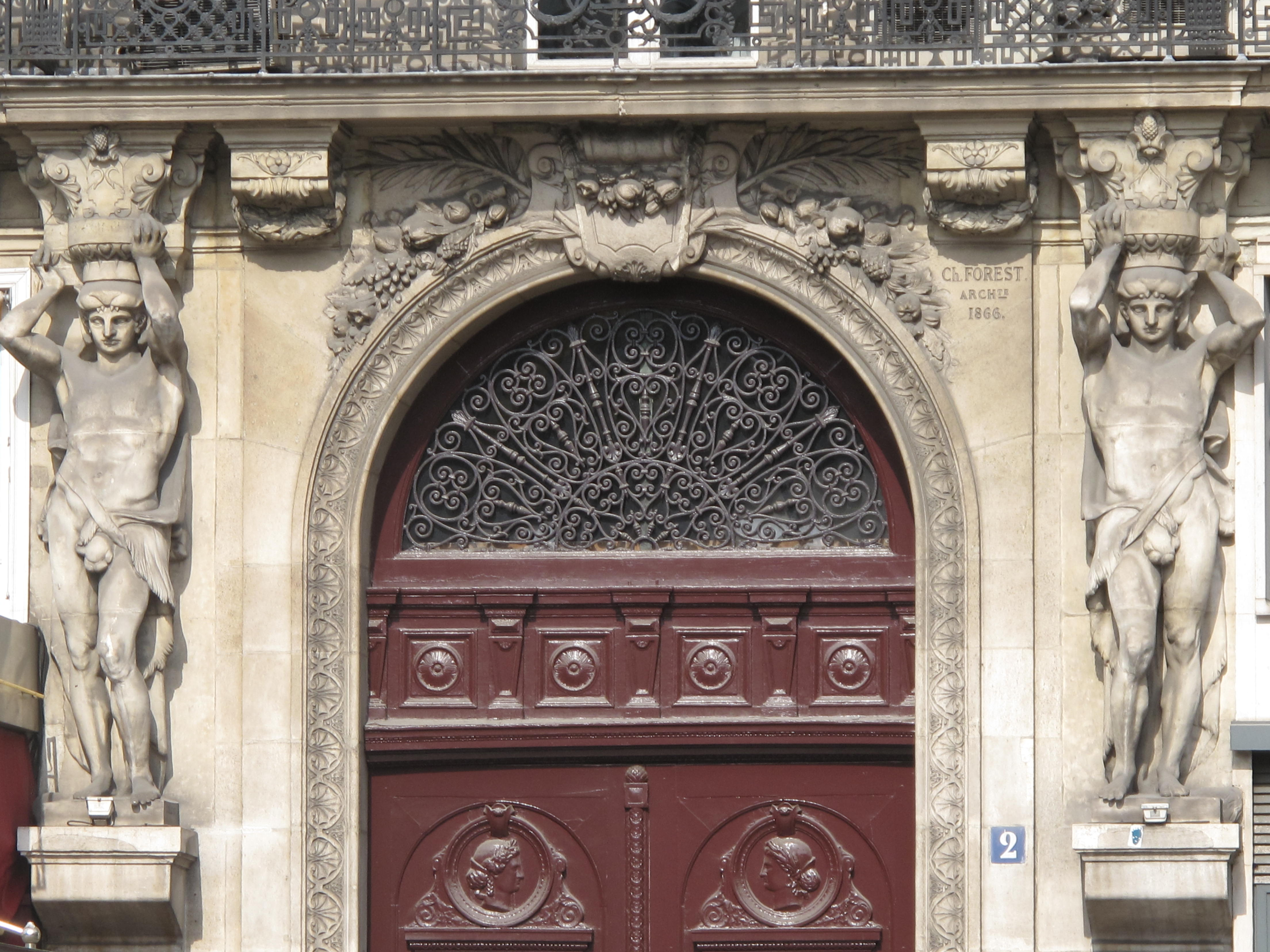
Atlantes del nº 2 de la Place d'Estienne d'Orves. 1866
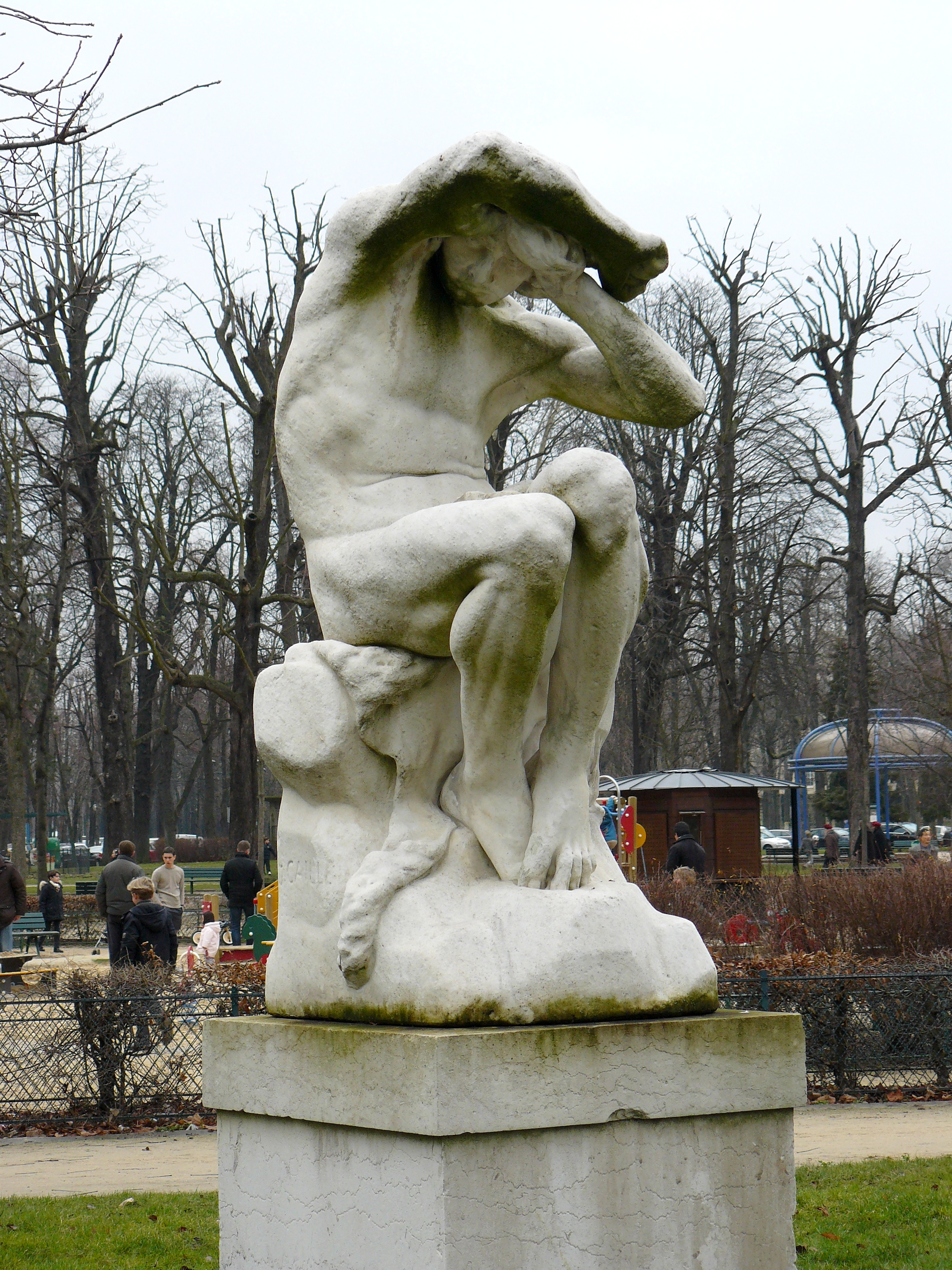
Caïn en el Jardín de Ranelagh (fr:) de París. 1871